# Cornici
Cornicii reprezintă un grup etnic celtic originar sau asociat cu Cornwallul și o minoritate națională recunoscută în Regatul Unit care își trage rădăcinile din străvechii britoni care au locuit în sudul și centrul Marii Britanii înainte de cucerirea romană. Mulți din Cornwall continuă să afirme în prezent că prezintă o identitate distinctă, separată de sau în plus față de identitățile engleze sau britanice. Identitatea cornicilor a fost adoptată de migranți în Cornwall, precum și de comunitățile de emigranți și descendenți din Cornwall, aceasta din urmă denumită uneori diaspora cornicilor. Deși nu este inclusă în recensământul Marii Britanii, numărul celor care pretind identitate etnică și națională cornică este recunoscut și înregistrat oficial.
În recensământul din 2011, populația din Cornwall, inclusiv din Insulele Scilly, a fost estimată la 532.300.